# Margarete von Blois

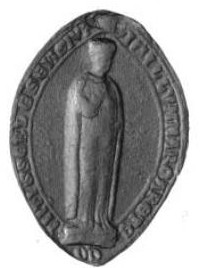
Siegel Margaretes von Blois

Margarete von Blois (französisch Marguerite de Blois; * um 1170; † 12. Juli 1230 in Besançon) war durch Heirat Pfalzgräfin von Burgund und ab 1218 Gräfin von Blois und Châteaudun.

## Leben
Margarete kam als zweites Kind und erste Tochter des Grafen Theobald V. von Blois und seiner zweiten Frau Alix von Frankreich zur Welt. Durch ihre Mutter, eine Tochter Ludwigs VII., war sie die Nichte des französischen Königs Philipp II.
Sie heiratete in erster Ehe um 1183 Hugues III. d’Oisy, Kastellan von Cambrai, und wurde seine dritte Frau. Nach seinem Tod im August 1189 ging sie um 1190 eine zweite Ehe mit Otto von Hohenstaufen, dem vierten Sohn des Kaisers Friedrich Barbarossa, ein, der seit 1189 Pfalzgraf von Burgund war. Aus dieser Verbindung gingen zwei gemeinsame Kinder hervor: Nach anderer Quelle stammten die beiden Kinder nicht von ihr, sondern aus einer nichtadeligen vorehelichen Verbindung Ottos, zudem gab es einen weiteren vorehelichen Sohn, Hugo, der aber Erbverzicht leistete. Margarete setzte sich jedoch nach ihrer Heirat vehement für die Anerkennung der drei Kinder zum Hochadel ein, was ihr bei Beatrix auch gelang.
- Johanna (Jeanne) (* um 1191; † 1205/08), in Besançon (Kirche Saint-Etienne) begraben
- Beatrix (* um 1193 † 7. Mai 1231), Erbin der Pfalzgrafschaft Burgund, begraben im Kloster Langheim; ⚭ 21. Mai 1208 in Bamberg Otto I. von Andechs, ab 1205 Herzog von Meranien, ab 1211 als Otto II. Pfalzgraf von Burgund, ab 1228/1230 Markgraf von Istrien

Der Tod Ottos von Hohenstaufen im Jahr 1200 ließ Margarete ein zweites Mal zur Witwe werden. Margarete übernahm 1202 die Regentschaft in der Pfalzgrafschaft, bis sie ihre jüngere Tochter – die ältere war verstorben – mit Otto von Andechs verheiratet hatte. Ihr Schwiegersohn übernahm 1211 die Regierungsgeschäfte von ihr.
Um 1202/1203 heiratete Margarete noch ein drittes Mal. Der Bräutigam war diesmal Walter II. von Avesnes, Herr von Avesnes, Leuze, Condé und Guise. Mit ihm hatte sie drei weitere Kinder:
- Theobald, † jung
- Maria von Avesnes († nach April 1241), ab 1231 Gräfin von Blois, ⚭ 1225 Hugo I. von Châtillon, Graf von Saint-Pol
- Isabelle, ⚭ Johann, Seigneur von Oisy und Montreuil

Als ihr Neffe Theobald VI., Graf von Blois, 1218 ohne männliche Erben starb, fielen ihr die Grafschaften Blois und Châteaudun zu, die sie an Maria, ihre Tochter aus dritter Ehe, weitervererbte. Margarete starb im Juli 1230 in Besançon und wurde in der dortigen Kirche Saint-Etienne bestattet. Ihr Grab wurde 1674 in die Kirche Saint-Jean verlegt.